# Lamborghini Countach (2022)

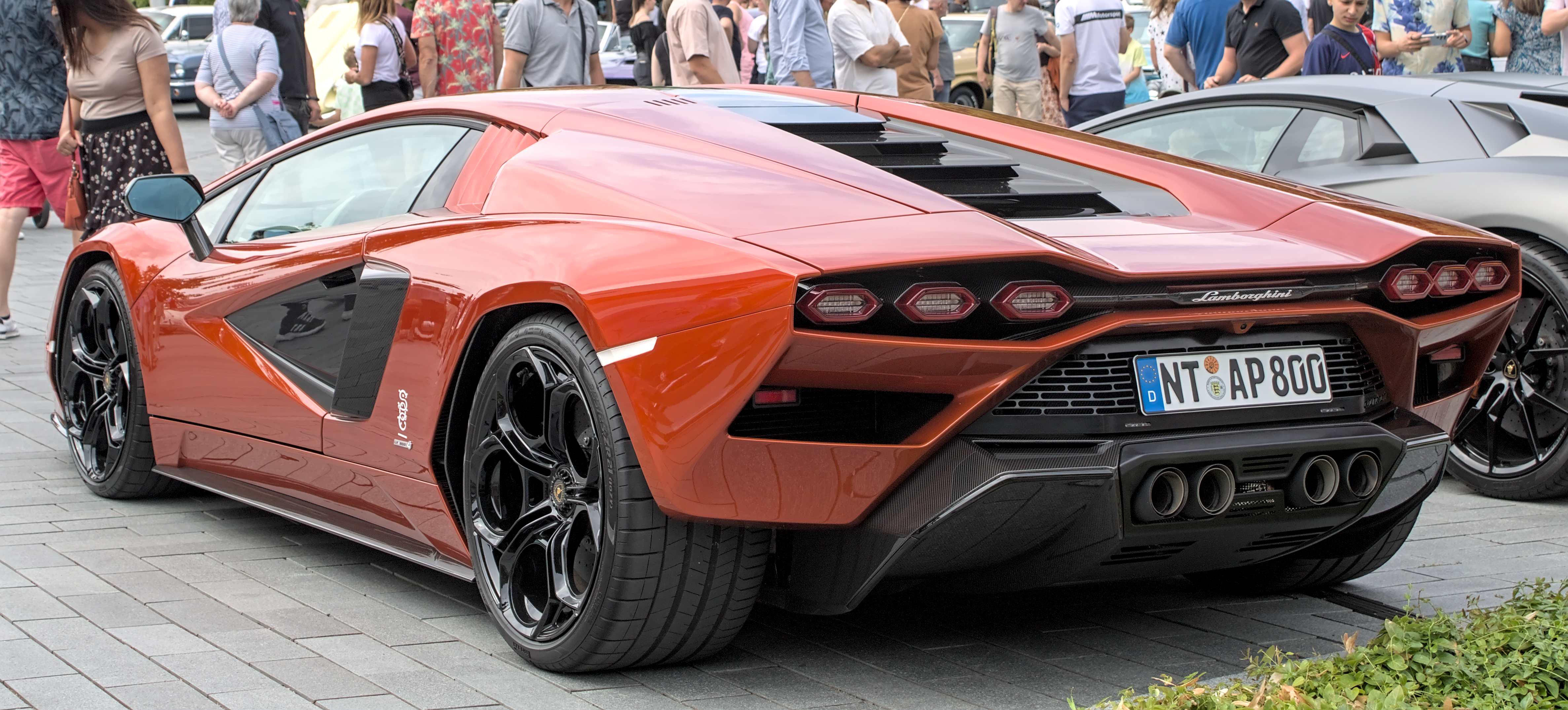
Heckansicht

Der Lamborghini Countach LPI 800-4 ist ein Supersportwagen des italienischen Automobilherstellers Lamborghini. Benannt ist das Fahrzeug nach dem zwischen 1974 und 1990 gebauten Lamborghini Countach. An diesen soll das moderne Retrodesign erinnern, unter anderem durch die gesamte Formgebung mit Form und Anordnung der Frontscheinwerfer, sechseckigen Radausschnitten oder dem Loch-Design der Räder.

## Geschichte
Knapp 50 Jahre nach der Präsentation des ersten Countach-Konzeptfahrzeugs wurde am 13. August 2021 im Rahmen des Pebble Beach Concours d’Elegance der Countach LPI 800-4 vorgestellt. Die Neuauflage basiert auf dem Lamborghini Aventador und war auf 112 Exemplare limitiert. Sie wurde zwischen April 2022 und Mai 2023 an die Kunden ausgeliefert. Bereits wenige Tage nach der Vorstellung waren alle Exemplare verkauft. Der Preis lag bei 2,39 Millionen Euro.

## Fahrzeugcharakteristik
Der Countach LPI 800-4 hat den gleichen Hybridantriebsstrang wie der Lamborghini Sián. Dieser kombiniert den 6,5-Liter-V12-Ottomotor aus dem Lamborghini Aventador mit einem 48-Volt-Elektromotor, der direkt im Getriebe verbaut ist. Der Verbrennungsmotor hat 574 kW (780 PS) und der Elektromotor 25 kW (34 PS). Statt eines Akkumulators, der die elektrische Energie speichert, wird in dem Wagen ein Superkondensator verwendet. Auf 100 km/h soll der Supersportwagen in 2,8 Sekunden beschleunigen, die Höchstgeschwindigkeit gibt Lamborghini mit 355 km/h an. Das Fahrzeug hat ein Trockengewicht von 1595 kg.
Der mittlere Teil (Streifen) des Daches ist ein elektrochromes Glasdach, das von durchsichtig auf undurchsichtig umschaltbar ist. Im Innenraum erinnert die quadratische Steppung der Sitze an das Original aus den 1970er Jahren.

## Technische Daten
| Countach LPI 800-4                          | Countach LPI 800-4                            |
| ------------------------------------------- | --------------------------------------------- |
| Bauzeitraum                                 | 04/2022–05/2023                               |
| Motorkenndaten                              |                                               |
| Motortyp                                    | V12-Ottomotor + 48-Volt-Elektromotor          |
| Motoraufladung                              | —                                             |
| Verdichtungsverhältnis                      | 11,8 : 1                                      |
| Hubraum                                     | 6498 cm³                                      |
| max. Leistung Verbrennungsmotor bei min−1   | 574 kW (780 PS) / 8500                        |
| max. Leistung Elektromotor                  | 25 kW (34 PS)                                 |
| max. Systemleistung                         | 599 kW (814 PS)                               |
| max. Drehmoment Verbrennungsmotor bei min−1 | 720 Nm / 6750                                 |
| max. Drehmoment Elektromotor                | 35 Nm                                         |
| max. Systemdrehmoment                       | 755 Nm                                        |
| Kraftübertragung                            |                                               |
| Antrieb                                     | Allradantrieb                                 |
| Getriebe, serienmäßig                       | 7-Gang-„Independent-Shift-Rod (ISR)“-Getriebe |
| Messwerte                                   |                                               |
| Höchstgeschwindigkeit                       | 355 km/h                                      |
| Beschleunigung, 0–100 km/h                  | 2,8 s                                         |
| Beschleunigung, 0–200 km/h                  | 8,6 s                                         |
| Bremsweg, 100–0 km/h                        | 30 m                                          |
| Kraftstoffverbrauch auf 100 km (kombiniert) | 19,5 l                                        |
| CO2-Emissionen (kombiniert)                 | 440 g/km                                      |
| Abgasnorm                                   | Euro 6 – LEV 3                                |